# Fehérhomlokú cinege
A fehérhomlokú cinege (Sittiparus semilarvatus) a verébalakúak (Passeriformes) rendjébe, ezen belül a cinegefélék (Paridae) családjába tartozó kis termetű, 13 centiméter hosszú madárfaj. A Fülöp-szigetek szubtrópusi és trópusi erdeiben él, rovarevő. Kora februártól költ faodúkba berendezett fészkében, a fiókák március közepén repülnek ki.
Veszélyezteti az életterének csökkenése.

## Alfajai
Három alfaja ismert: a S. s. semilarvatus (Salvadori, 1865), mely a Luzon-sziget északkeleti részében él, a S. s. snowi (Parkes, 1971), mely a Luzon-sziget középső és déli részén fordul elő, valamint a S. s. nehrkorni (A. W. H. Blasius, 1890), mely a Mindanao-szigeten található.

## Külső hivatkozások
- Parus semilarvatus